# علي ورديلو
علي ورديلو (بالإنجليزية: Ali Verdilu)‏ هي منطقة سكنية تقع في قسم اجارود الشرقي الريفي في إيران. يقدر عدد سكانها بـ 33 نسمة .